# Ungaikyō

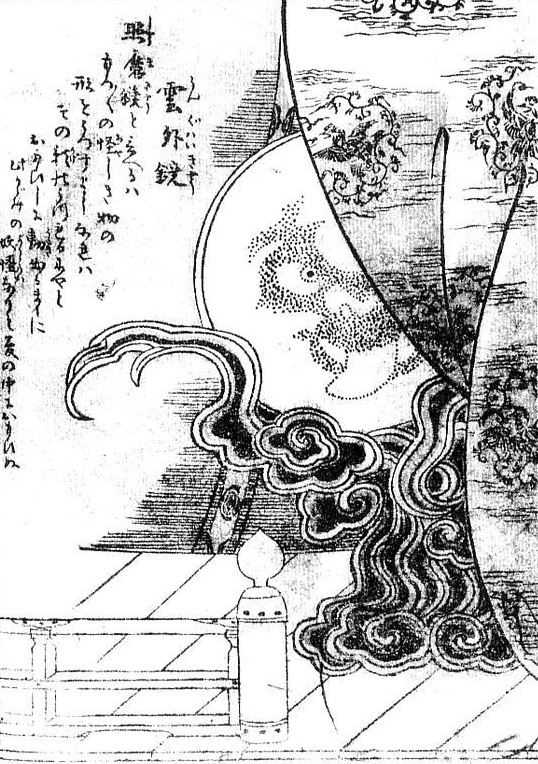
L’ungaikyō illustrato da Toriyama nel Gazu Hyakki Tsurezure Bukuro.

L'ungaikyō (雲外鏡?, specchio sopra le nuvole) è uno yōkai spirito del folclore giapponese, incluso nei disegni di mostri dell'artista ukiyo-e Sekien Toriyama. L'immagine ungaikyō appare nel suo terzo volume del suo libro Gazu Hyakki Tsurezure Bukuro con i dettagli di molti altri tsukumogami.

## Descrizione
Nella leggenda della sua opera Toriyama descrisse l'ungaikyō come una sorta di shōmakyō (照魔鏡?), uno specchio avente la capacità di rivelare la vera natura di un demone e di un umano posseduto. Nel suo romanzo Storia delle meraviglie dei Tre Regni (絵本三国妖婦伝?, ehon sangoku yōfu den), Takai Ranzan descrisse come Daji, l'impertinente concubina del re Di Xin fu scoperta essere una volpe a nove code grazie a uno shōmakyō. Si ritrova lo shōmakyō anche tra la numerose leggende citate nel Shan Hai Jing.
L’ungaikyō, in quanto tsukumogami  − che inizialmente è solo uno specchio − si trasforma dopo avere superato i cento anni. Da allora possiede anche i poteri di uno shōmakyō, oltre al potere di manipolare le persone che ci si riflettono.
Nel suo libro Yōkai, Dizionario dei mostri giapponesi Shigeru Mizuki disse che se si riempie d'acqua un piatto di cristallo durante la festa della Luna, e si usa quell'acqua per disegnare uno yōkai su di uno specchio, allora quello yōkai avrebbe posseduto quello specchio, rendendolo un ungaikyō.
Nei libri di fantasmi per bambini il tema dell'ungaikyō è spesso rappresentato da un tanuki (狸? cane procione) che ha uno specchio sul ventre. Quest'ultima rappresentazione è stata fortemente influenzata della serie di Yōkai daisensō (妖怪大戦争?), la cui traduzione The Great Yokai War è uscita nel 2005.